# Calea Ferentari (București)
Calea Ferentari este o stradă din București, care merge de la Piața Ferentari, intersecție cu Bulevardul Pieptănari unde devine Prelungirea Ferentari. De la acea intersectie Calea Ferentari merge pana la Intersecția cu Calea Rahovei unde devine Strada Mihail Sebastian. Pe Calea Ferentari exista o linie de tramvai pentru rutele 11 și 23 și trei linii de autobuz, 117 220 N118 (Aceasta este o linie care operează noaptea). Cele mai cunoscute intersecții ale Căii Ferentari sunt: Calea Rahovei și Strada Mihail Sebastian, Strada Năsăud, Șoseaua Sălaj si Strada Spatarul Preda și Bulevardul Peiptănari, Prelungirea Ferentari. Stațiile de pe Calea Ferentari sunt: Autobuz: Sebastian (220) Calea Ferentari (117) Năsăud (117 si 220) si Piața Ferentari (N118). Tramvai: Șoseaua Sălaj (11 si 23) Cibinului (11 si 23) Armistițiului (11 si 23) Suliței (11 si 23) si Piața Ferentari (11 si 23). Linia 11 merge de la Cartier 16 Februarie până la Zețarilor. Linia 23 merge intre Faur Poarta 4 și același terminal cu linia 11 la Zețarilor. Linia 220 merge intre Vulcan Berceni și Piața Rahova. Linia 117 merge intre Cartier Confort Urban până la Piata Sfânta Vineri. Linia N118 merge de la Zețarilor până la Piata Unirii 2. 